# Congrégation des Joséphites
La congrégation des Joséphites (en latin Institutum Iosephitarum Gerardimontensium) constituent une congrégation cléricale enseignante et missionnaire de droit pontifical, fondée en Belgique en 1817, par le chanoine Constant Van Crombrugghe.

## Historique
Constant Van Crombrugghe, chanoine du diocèse de Gand et directeur du collège Saint-Joseph d'Alost est préoccupé de l'éducation de la jeunesse en ce début du XIXe siècle, à la sortie d'une période révolutionnaire anti-religieuse. Il rassemble des enseignants de bonne volonté et forme avec eux une congrégation laïque masculine pour l'éducation des enfants. Fondée en 1817 à Grammont la congrégation prend le nom de 'Frères de saint Joseph'. En 1830, elle est canoniquement approuvée par Mgr Van de Velde, évêque de Gand et relève alors du droit diocésain.
En quelques années, le collège évolue pour devenir un établissement d'enseignement secondaire destiné principalement aux enfants de la bourgeoisie. En 1837, les Joséphites fondent à Melle un pensionnat de lettres modernes : leurs écoles sont intermédiaires entre celles des frères des écoles chrétiennes et les collèges d'humanités classiques.
En 1840, la congrégation s'ouvre au sacerdoce. Quelques membres se préparent au sacerdoce et en 1842, Mgr Delebecque, évêque de Gand, leur donne un règlement qui transforme l'institut en congrégation cléricale.
Le 26 septembre 1863, la congrégation obtient du pape Pie IX le 'décret de louange' et l'approbation définitive de Pie XI le 3 mars 1930.
À cause du tarissement des vocations en Europe, la congrégation se tourne désormais vers l'Afrique.

## Activités et diffusion
Les Joséphites se consacrent à l'éducation chrétienne de la jeunesse, au ministère paroissial et aux missions.
Ils sont présents en :
- Belgique, États-Unis, Royaume-Uni (province d'Europe).
- Cameroun, République démocratique du Congo, Gabon (province d'Afrique).

À la fin 2004, il y avait 14 maisons avec 113 religieux dont 84 prêtres. En 2017, les Joséphites administraient quatre établissements d'enseignement en Belgique, deux en Angleterre, un aux États-Unis (en Californie), neuf dans la République démocratique du Congo, et des missions au Gabon et au Cameroun.
La maison généralice se trouve toujours à Grammont, en Belgique. Le supérieur général est le Père Jacob Beya Kadumbu (2016–), de nationalité congolaise.